# Гоголев Бор
Го́голев Бор (рос. Гоголев Бор) — село у складі Земетчинського району Пензенської області, Росія.
Населення — 122 особи (2010; 227 у 2002).
Національний склад станом на 2002 рік:
- росіяни — 100 %